# Justinas Marcinkevičius
Justinas Marcinkevičius (n. 10 martie 1930, Važatkiemis⁠(d), Prienai District Municipality⁠(d), Lituania – d. 16 februarie 2011, Vilnius, Lituania) a fost un poet, scriitor și dramaturg lituanian.

## Date biografice
După absolvirea gimnaziului între anii 1942 - 1949 în Prienai. A studiat între 1949 - 1954 filologia și istoria la Universitatea din Vilnius. Între 1953 - 1957 a fost secretar la magazinul pentru copii „Genys“. Din 1954 este membru al uniunii scriitorilor sovietici-lituanieni (lit. Lietuvos rašytojų sąjunga). Între 1957 - 1959 a fost secretar la magazinul „Pergalė“ iar din 1965 scriitor liber profesionist. El a fost membru al mișcării pentru independența Lituaniei („Sąjūdis“) iar din 1990 membru al academiei lituaniene (Lietuvos mokslų akademija).

## Opere
- Kraujas ir pelenai: herojinė poema. - Vilnius: Valstybinė grožinės literatūros leidykla, 1960.
- Duoną raikančios rankos: eilėraščiai. - Vilnius: Valstybinė grožinės literatūros leidykla, 1963.
- Donelaitis: poema. - Vilnius: Valstybinė grožinės literatūros leidykla, 1964.
- Siena: poema. - Vilnius: Vaga, 1965.
- Mediniai tiltai: eilėraščiai. - Vilnius: Vaga, 1966.
- Liepsnojantis krūmas: eilėraščiai. - Vilnius: Vaga, 1968.
- Mindaugas: drama - poema. - Vilnius: Vaga, 1968.
- Katedra: 10 giesmių drama. - Vilnius: Vaga, 1971.
- Šešios poemos. - Vilnius: Vaga, 1973.
- Mažvydas: giesmė. - Vilnius: Vaga, 1977.
- Gyvenimo švelnus prisiglaudimas: lyrika. - Vilnius: Vaga, 1978.
- Pažinimo medis: poema. - Vilnius: Vaga, 1978.
- Būk ir palaimink: lyrika. - Vilnius: Vaga, 1980.
- Dienoraštis be datų. - Vilnius: Vaga, 1981.
- Raštai. - Vilnius: Vaga, 1982-1983. 5 t.
- Vienintelė žemė: eilėraščiai. - Vilnius: Vaga, 1984.
- Už gyvus ir mirusius: lyrika. - Vilnius: Vaga, 1988.
- Lopšinė gimtinei ir motinai: eilėraščiai. - Vilnius: Vaga, 1992.
- Prie rugių ir prie ugnies: eilėraščiai. - Vilnius: Lituanus, 1992.
- Eilėraščiai iš dienoraščio: poezija. - Kaunas: Spindulys, 1993.
- Tekančios upės vienybė: eseistika. - Kaunas: Santara, 1994.
- Tekančios upės vienybė: eseistika. 2-asis leidimas. - Kaunas: Santara, 1995.
- Daukantas: draminė apysaka. - Kaunas: Santara, 1997.
- Žingsnis. - Kaunas: Santara, 1998.
- Dienoraštis be datų. 2-asis papildytas leidimas. - Vilnius: Vyturys, 1999.
- Poezija. - Vilnius: Vaga, 2000. 2 t.
- Devyni broliai: baladžių poema. - Kaunas: Santara, 2000.
- Carmina minora: poema. - Vilnius: Tyto alba, 2000.
- Pažinimo medis: poema. 2-asis leidimas. - Vilnius: Vaga, 2001.
- Dienos drobulė: eilėraščiai. - Vilnius: Lietuvos rašytojų sąjungos leidykla, 2002.
- Grybų karas: poema. - Vilnius: Alma littera, 2002.
- Voro vestuvės: vaikų, tėvelių ir senelių pamėgta poemėlė. - Vilnius: Vaga, 2002.
- Trilogija ir epilogas. Mindaugas. Mažvydas. Katedra. Daukantas: poetinės dramos ir draminė apysaka. - Vilnius: Lietuvos rašytojų sąjungos leidykla, 2005.
- Poemos. - Vilnius: Lietuvos rašytojų sąjungos leidykla, 2007.
- Poema. - Vilnius: Mindaugas